# Pseudolaguvia muricata
Pseudolaguvia muricata is een straalvinnige vissensoort uit de familie van de zuigmeervallen (Erethistidae). De wetenschappelijke naam van de soort is voor het eerst geldig gepubliceerd in 2005 door Ng.